# Dmitri Andrejewitsch Migunow
Dmitri Andrejewitsch Migunow (russisch Дмитрий Андреевич Мигунов; * 21. November 1992 in Ufa) ist ein französischer, ehemals russischer Shorttracker.

## Werdegang
Migunow debütierte im Februar 2011 in Dresden im Shorttrack-Weltcup und belegte dabei den 21. Rang über 500 m. In der Saison 2013/14 erreichte er mit dem zweiten Rang mit der Staffel in Kolomna seine erste Weltcuppodestplatzierung. Bei den Europameisterschaften 2014 in Dresden gewann er mit der Staffel über 5000 m die Goldmedaille. Im März 2014 wurde er bei den Weltmeisterschaften 2014 in Montreal Vierter mit der Staffel. Zu Beginn der Saison 2014/15 holte er in Salt Lake City in der Staffel seinen ersten Weltcupsieg. Im weiteren Saisonverlauf folgten über 500 m drei Siege, ein zweiter Rang und ein dritter Platz. Im Januar 2015 gewann er bei den Shorttrack-Europameisterschaften 2015 in Dordrecht wie im Vorjahr die Goldmedaille mit der Staffel. Bei den Weltmeisterschaften 2015 in Moskau kam er auf den 27. Rang im Mehrkampf, den 20. Platz über 1000 m und 1500 m und den fünften Rang mit der Staffel. Die Saison beendete er auf dem ersten Platz im Weltcup über 500 m. In der folgenden Saison holte er zwei Siege mit der Staffel. Zudem triumphierte er in Dordrecht über 500 m und belegte in Dresden den dritten Platz über 500 m. Er gewann damit wie im Vorjahr den Weltcup über 500 m. Bei den Europameisterschaften 2016 in Sotschi wurde er über 500 m und 1000 m jeweils Dritter. Seine besten Resultate bei den Weltmeisterschaften 2016 in Seoul waren der achte Platz über 500 m und der fünfte Rang mit der Staffel. Seit 2018 startet er für den französischen Verband.

## Weltcupsiege

### Weltcupsiege im Einzel
| Nr. | Datum             | Ort       | Disziplin |
| --- | ----------------- | --------- | --------- |
| 1.  | 16. November 2014 | Montreal  | 500 m     |
| 2.  | 14. Dezember 2014 | Shanghai  | 500 m     |
| 3.  | 8. Februar 2015   | Dresden   | 500 m     |
| 4.  | 14. Februar 2016  | Dordrecht | 500 m     |

### Weltcupsiege mit der Staffel
| Nr. | Datum            | Ort              |
| --- | ---------------- | ---------------- |
| 1.  | 9. November 2014 | Salt Lake City 1 |
| 2.  | 7. Februar 2016  | Dresden 2        |
| 3.  | 14. Februar 2016 | Dordrecht 3      |

## Persönliche Bestzeiten
- 500 m      40,288 s (aufgestellt am 7. Februar 2016 in Dresden)
- 1000 m    1:25,543 min. (aufgestellt am 14. Februar 2015 in Erzurum)
- 1500 m    2:16,761 min. (aufgestellt am 6. Februar 2015 in Dresden)
- 3000 m    5:07,051 min. (aufgestellt am 24. Januar 2016 in Sotschi)